# Telaranea monocera
Telaranea monocera är en bladmossart som beskrevs av William Mitten och J.J.Engel et G.L.Merr.. Telaranea monocera ingår i släktet Telaranea och familjen Lepidoziaceae. Inga underarter finns listade i Catalogue of Life.